# Pulvinites exempla
Pulvinites exempla is een tweekleppigensoort uit de familie van de Pulvinitidae. De wetenschappelijke naam van de soort is voor het eerst geldig gepubliceerd in 1914 door Hedley.